# Rally Sierra Morena de 2013
El Rally Sierra Morena de 2013 fue la 31.ª edición del rally y la octava ronda de la temporada 2013 del Campeonato de España de Rally. Se celebró entre el 19 y el 20 de octubre y contó con un itinerario de diez tramos sobre asfalto. La lista de inscritos estaba compuesta por 59 pilotos entre los que se encontraban cuatro extranjeros. El ganador de la prueba fue Surhayen Pernía que a bordo de un Mitsubishi Lancer Evo X logró su primera victoria en el campeonato de España. Segundo fue Alberto Meira y tercero Alejandro Pais, ambos también con un Evo X, lo que significó el segundo triplete consecutivo de dicho vehículo en el certamen. Cuarto fue el andorrano Joan Carchat con el Renault Mégane RS N4 oficial y quinto José Antonio Suárez con el Ford Fiesta R2. Destacaron también los pilotos locales José Antonio Aznar con el Porsche 911 GT3 en la sexta posición y Sergio Reyes con un Peugeot 206 XS en la séptima.  Entre los abandonos destacó el de Sergio Vallejo que a pesar de su buena actuación, marcó cinco scratch, se retiró a causa de la penalización de veinte minutos impuesta por la organización.

## Itinerario
| Día   | Tramo | Nombre            | Distancia | Hora  | Ganador         | Tiempo  | Vel. media | Líder rally     |
| ----- | ----- | ----------------- | --------- | ----- | --------------- | ------- | ---------- | --------------- |
| Día 1 | SS1   | Adamuz-Villanueva | 14.80 km  | 14:57 | Sergio Vallejo  | 8:30.0  | 104.5 km/h | Sergio Vallejo  |
| Día 1 | SS2   | Cerrobejuelas     | 20.80 km  | 16:26 | Xavi Pons       | 8:27.9  | 93.4 km/h  | Xavi Pons       |
| Día 1 | SS3   | Córdoba           | 17.32 km  | 17:54 | Surhayen Pernía | 10:27.7 | 99.3 km/h  | Surhayen Pernía |
| Día 1 | SS4   | Adamuz-Villanueva | 14.80 km  | 19:43 | Surhayen Pernía | 8:37.5  | 103.0 km/h | Surhayen Pernía |
| Día 1 | SS5   | Cerrobejuelas     | 20.80 km  | 21:12 | Surhayen Pernía | 9:17.8  | 85.1 km/h  | Surhayen Pernía |
| Día 1 | SS6   | Córdoba           | 17.32 km  | 22:40 | Sergio Vallejo  | 10:35.8 | 98.1 km/h  | Surhayen Pernía |
| Día 2 | SS7   | Villaviciosa      | 24.64 km  | 07:48 | Surhayen Pernía | 15:56.9 | 92.7 km/h  | Surhayen Pernía |
| Día 2 | SS8   | Posadas           | 23.48 km  | 08:29 | Sergio Vallejo  | 13:57.9 | 100.9 km/h | Surhayen Pernía |
| Día 2 | SS9   | Villaviciosa      | 24.64 km  | 10:43 | Sergio Vallejo  | 15:32.9 | 95.1 km/h  | Surhayen Pernía |
| Día 2 | SS10  | Posadas           | 23.48 km  | 11:24 | Sergio Vallejo  | 13:47.1 | 102.2 km/h | Surhayen Pernía |

## Clasificación final
| Pos. | Piloto                       | Copiloto               | Automóvil               | Tiempo    | Diferencia |
| ---- | ---------------------------- | ---------------------- | ----------------------- | --------- | ---------- |
| 1.   | Surhayen Pernía              | Juan Luis García       | Mitsubishi Lancer Evo X | 1:56:16.1 | 0.0        |
| 2.   | Alberto Meira                | David Vázquez          | Mitsubishi Lancer Evo X | 1:58:08.8 | +1:52.7    |
| 3.   | Alejandro Pais               | Santiago Pais          | Mitsubishi Lancer Evo X | 1:59:56.5 | +3:40.4    |
| 4.   | Joan Carchat                 | Albert Garduño         | Renault Mégane RS       | 2:00:08.1 | +3:52.0    |
| 5.   | José Antonio Suárez          | Cándido Carrera        | Ford Fiesta R2          | 2:02:47.4 | +6:31.3    |
| 6.   | José A. Aznar Sánchez        | José Crisanto Galán    | Porsche 911 GT3         | 2:04:36.3 | +8:20.2    |
| 7.   | Sergio Reyes                 | José Antonio Reyes     | Peugeot 206 XS          | 2:07:52.7 | +11:36.6   |
| 8.   | José Antonio Caballero Muñoz | Antonio Pérez Orellana | Mitsubishi Lancer Evo X | 2:08:01.4 | +11:45.3   |
| 9.   | José Alonso Liste            | Javier Prieto          | BMW Mini Rallye N2      | 2:08:21.5 | +12:05.4   |
| 10.  | Óscar Pereiro                | Luis Penido            | BMW Mini Rallye N2      | 2:08:26.1 | +12:10.0   |